# Transport par radeaux de glace

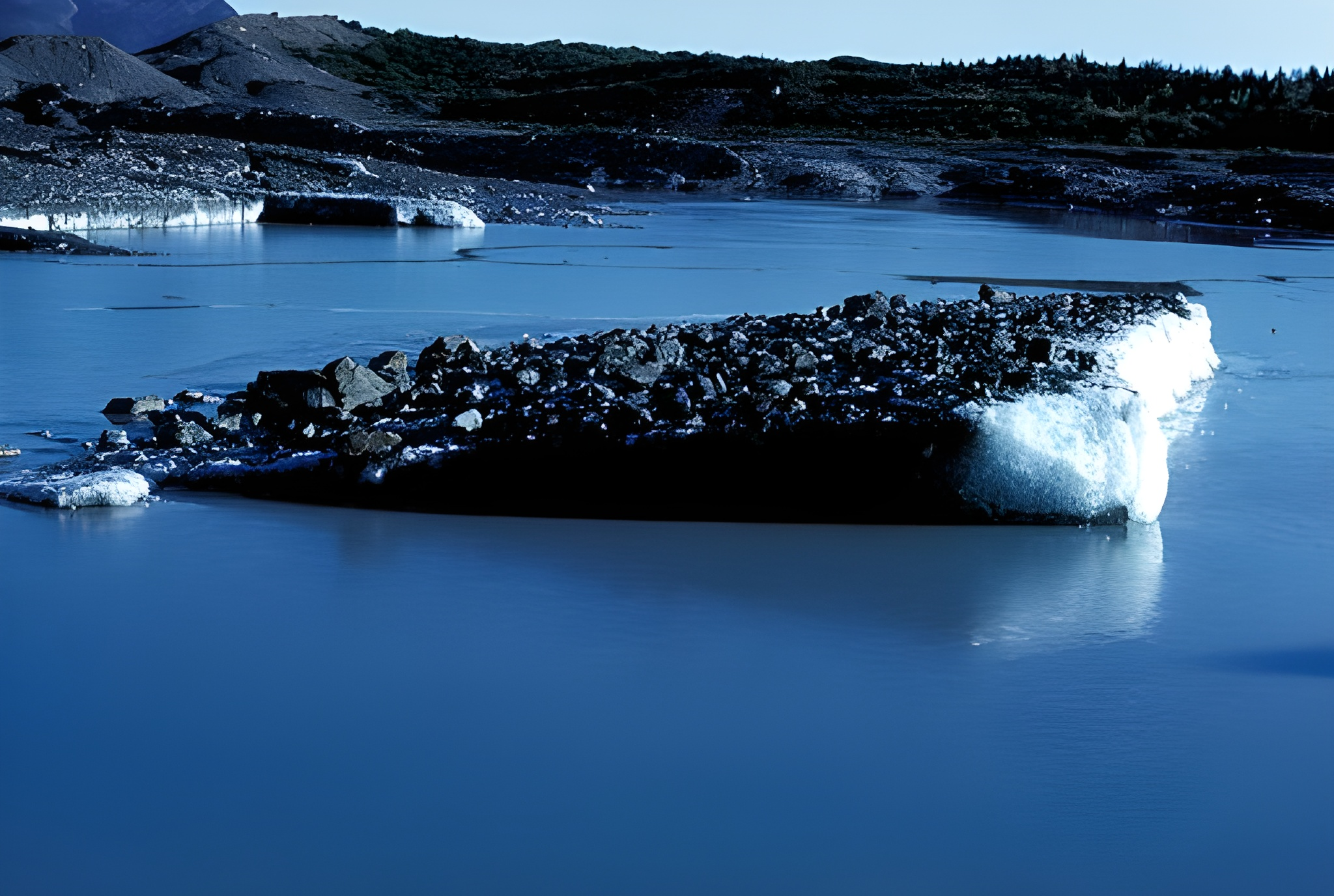
Cet iceberg couvert de débris a fait l'objet d'un « vêlage » du glacier Sheridan en Alaska.

Le transport par radeaux de glace (Ice rafting en anglais) concerne le transport de divers matériaux par la glace. Divers objets déposés sur la glace peuvent s'y retrouver enchassés. Lorsque la glace dérive puis fond, les objets et matériaux se déposent sous l'étendue d'eau, lit de cours d'eau ou fond marin,. Ces dépôts sont appelés « débris de délestage » (ice rafted debris (IRD) ou ice rafted deposits). Le transport par radeaux de glace était le premier mécanisme de transport des sédiments durant les épisodes glaciaires du Pléistocène, lorsque le niveau des mers était très bas et qu'une grande partie de la planète était recouverte de glace. Le transport de sédiments de toutes tailles dans les eaux océaniques profondes par les icebergs est devenu un phénomène d'importance ; le processus se poursuit aujourd'hui mais son impact est nettement moindre et beaucoup plus difficile à évaluer.
La fonte de grands icebergs dépose des sédiments de diverses tailles, appelés sédiments marins glaciaires, sur le plateau continental et dans les zones marines plus profondes. 
Ce phénomène est utilisé pour analyser les évolutions de la banquise en recherchant le lieu d'origine des sédiments déposés,. Il est aussi pris en compte en archéologie car c'est une cause possible de déplacement d'artefacts.